# أزدرخت أسترالي
أزدرخت أسترالي (الاسم العلمي:Melia australasica) هو نوع غير مؤكد من النباتات يتبع جنس الأزدرخت من الفصيلة الأزدرختية.